# Гржибовський Леонід Вацлавович
Леонід Вацлавович Гржибовський (нар. 7 грудня 1923) — радянський футболіст. Нападник, грав за київське «Динамо».

## Кар'єра гравця
Після війни грав на позиції нападника в київському «Динамо». Дебютував в чемпіонаті 30 серпня в матчі з мінським «Динамо», вийшовши на заміну замість Леоніда Карчевського. Зустріч завершилася перемогою київської команди - 1:0. У цьому сезоні Леонід ще тричі виходив на поле: двічі на заміну та один раз в стартовому складі.
У сезонах 1946–1949 років у чемпіонатах СРСР за «Динамо» (Київ), провів 5 матчів, ще 1 матч зіграв у кубку СРСР у 1946 році.
Останню гру за клуб провів в чемпіонаті 1948 року. Після «Динамо» виступав за місцевий «Машинобудівник», з яким в 1958 році виграв чемпіонат УРСР. Пізніше був тренером, а також займав одну з посад в «Арсеналі».

## Досягнення
- Чемпіонат УРСР з футболу
  -  Чемпіон (1): 1958

## Особисте життя
Учасник Другої світової війни. Був нагороджений Орденом Вітчизняної війни II ступеня.